# Targa Crocifisso
La Targa Crocifisso est une course cycliste italienne disputée autour de Polignano a Mare, dans les Pouilles. Créée en 1950, cette épreuve est organisée par l'ASD Polisport Polignano, avec l'aide de l'administration municipale. Elle fait partie du calendrier national de la Fédération cycliste italienne. 
La course se tient généralement sur le traditionnel « circuit des Grottes », long de 35 kilomètres et parcouru à quatre reprises par les participants entre Conversano, Castellana Grotte et Cala Corvino, en passant deux fois sous l'arrivée de Polignano,.

## Palmarès
| Année | Vainqueur                | Deuxième             | Troisième               |  |
| ----- | ------------------------ | -------------------- | ----------------------- |  |
| 1950  | Vincenzo Pellegrino      |                      |                         |  |
| 1951  | Aldo Lotti               |                      |                         |  |
| 1952  | Ruggiero Valoroso        |                      |                         |  |
| 1953  | Fioravante Bastianelli   |                      |                         |  |
| 1954  | Lino Pizzoferrato (it)   |                      |                         |  |
| 1955  | Arnaldo Alberti          |                      |                         |  |
| 1956  | Giorgio Mancini          |                      |                         |  |
| 1957  | Filippo Di Salvatore     |                      |                         |  |
| 1958  | Piero Gattoni            |                      |                         |  |
| 1959  | Fernando Ricci           |                      |                         |  |
| 1960  | Vito Taccone             |                      |                         |  |
| 1961  | Nevio Valčić (hr)        |                      |                         |  |
| 1962  | Otello Paniccia          |                      |                         |  |
| 1963  | Matteo Torraco           |                      |                         |  |
| 1964  | Renzo Cerati             |                      |                         |  |
| 1965  | Giancarlo Polidori       |                      |                         |  |
| 1966  | Mario Nicoletti          |                      |                         |  |
| 1967  | Enzo Ragnini             |                      |                         |  |
| 1968  | Marcello Baccarini       |                      |                         |  |
| 1969  | Giuseppe Ascani          |                      |                         |  |
| 1970  | Vincenzo Suriani         |                      |                         |  |
| 1971  | Aldo Parecchini          |                      |                         |  |
| 1972  | Aldo Corallini           |                      |                         |  |
| 1973  | Rizzieri Tornese         |                      |                         |  |
| 1974  | Cosimo De Salve          |                      |                         |  |
| 1975  | Domenico Perani (it)     |                      |                         |  |
| 1976  | Luigina Bissoli          |                      |                         |  |
| 1977  | Michele Fabbri           |                      |                         |  |
| 1978  | Giuseppe Mori            |                      |                         |  |
| 1979  | Giuliano Biatta          |                      |                         |  |
| 1980  | Giuseppe Faraca          |                      |                         |  |
| 1981  | Corrado-Franco Pinizzoto |                      |                         |  |
| 1982  | Francesca Galli          |                      |                         |  |
| 1983  | Michele Cuoco            |                      |                         |  |
| 1984  | Fabio Roscioli           |                      |                         |  |
| 1985  | Luigi Dessi              |                      |                         |  |
| 1986  | Claudio Martinelli       |                      |                         |  |
| 1987  | Roberto Mattei           |                      |                         |  |
| 1988  | Massimiliano Semini      |                      |                         |  |
| 1989  | Paolo Manoni             |                      |                         |  |
| 1990  | Simone Biasci            |                      |                         |  |
| 1991  | Alessandro Maglie        |                      |                         |  |
| 1992  | Elio Aggiano             |                      |                         |  |
| 1993  | Salvatore Palumbo        |                      |                         |  |
| 1994  | Giovanni Mattioni        |                      |                         |  |
| 1995  | Massimiliano Giuliani    |                      |                         |  |
| 1996  | Luca Cassiani            |                      |                         |  |
| 1997  | Alberto Sintoni          |                      |                         |  |
| 1998  | Cristian Sambi           |                      |                         |  |
| 1999  | Eddy Serri               |                      |                         |  |
| 2000  | Giuliano Sulpizi         |                      |                         |  |
| 2001  | Mikhail Timochine        |                      |                         |  |
| 2002  | Tomas Vaitkus            | Sergio Marinangeli   | Błażej Janiaczyk        |  |
| 2003  | Elia Rigotto             | Stefano Cavallari    | Roberto Richeze         |  |
| 2004  | annulée                  | annulée              | annulée                 |  |
| 2005  | Elio Frausto             | Fabio Taborre        | Marco Fabbri            |  |
| 2006  | Alessandro Cantone       | Andrea Grendene      | Marco Corsini           |  |
| 2007  | Paolo Capponcelli        | Fabio Taborre        | Fabio Terrenzio         |  |
| 2008  | Paolo Ciavatta           | Matteo Rabottini     | Luca Fioretti           |  |
| 2009  | Giacomo Michelessi       | Manuel Fedele        | Julián Arredondo        |  |
| 2010  | Matteo Rabottini         | Marco Zanotti        | Gian Marco Di Francesco |  |
| 2011  | Paolo Totò               | Mirko Boschi         | Maurizio Anzalone       |  |
| 2012  | Dúber Quintero           | Lorenzo Alessi       | Andrea Barbetta         |  |
| 2013  | Michele Bicelli          | Simone Petilli       | Andrea Meggiorini       |  |
| 2014  | Michael Bresciani        | Mirco Maestri        | Paolo Totò              |  |
| 2015  | Isaia Modena             | Mattia Bucci         | Giovanni Lonardi        |  |
| 2016  | Antonio Zullo            | Francesco Castegnaro | Francesco Di Felice     |  |
| 2017  | Umberto Marengo          | Cezary Grodzicki     | Alessio Brugna          |  |
| 2018  | Federico Olei            | Davide Leone         | Alessio Finocchi        |  |
| 2019  | Luca Rastelli            | Edoardo Sali         | Matteo Rotondi          |  |
| 2029  | pas de course            | pas de course        | pas de course           |  |
| 2021  | Matteo Pongiluppi        | Andrea Gatti         | Andrea Biancalani       |  |
| 2022  | Nicolò Buratti           | Francesco Busatto    | Gianmarco Garofoli      |  |
| 2023  | Kyrylo Tsarenko          | Samuel Quaranta      | Pietro Mattio           |  |
| 2024  | Samuel Quaranta          | Nicolò De Lisi       | Alessio Menghini        |  |